# قائمة أهم المعالم السياحية في العالم

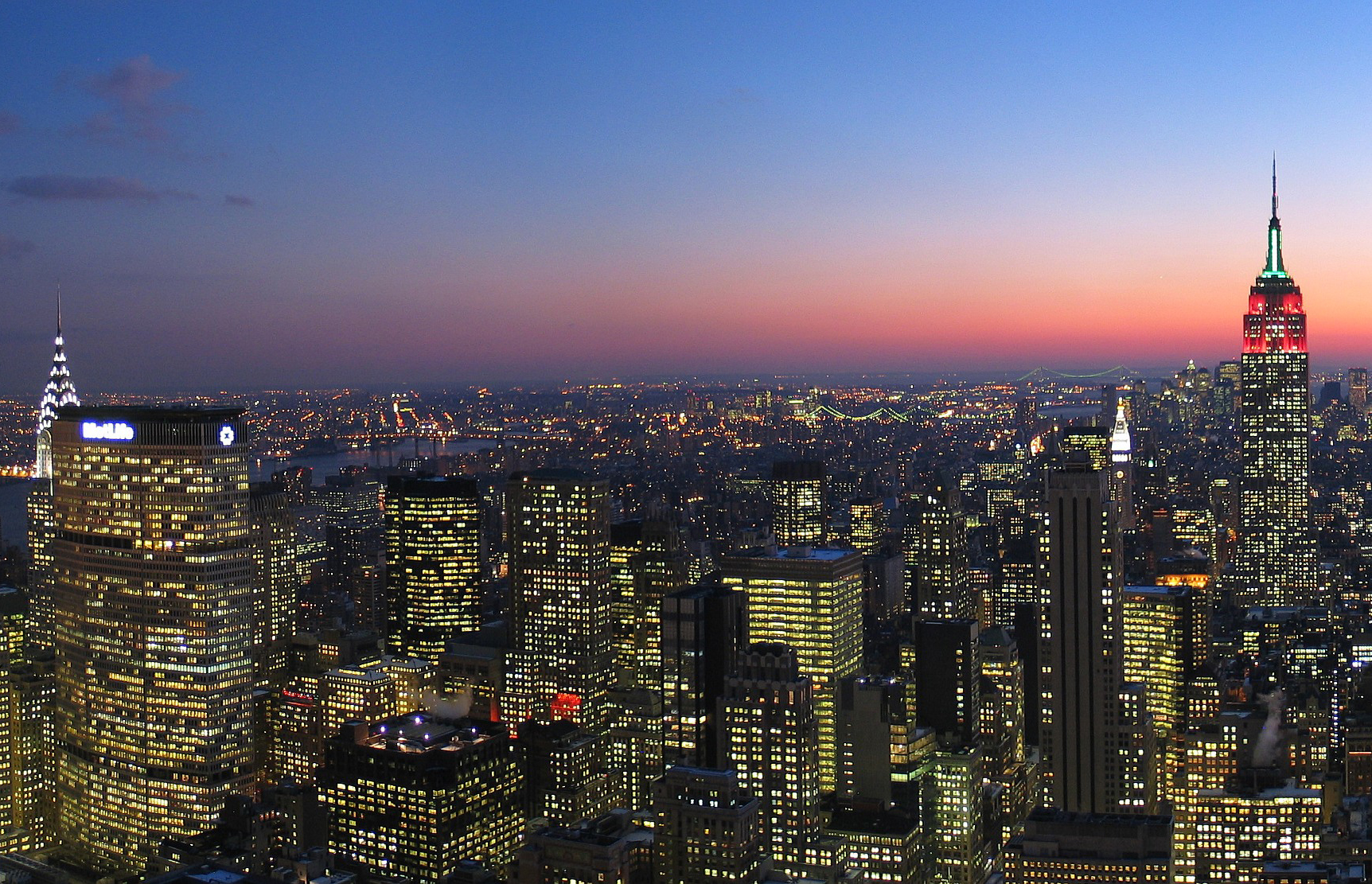
مانهاتن، نيويورك (مدينة)، الولايات المتحدة

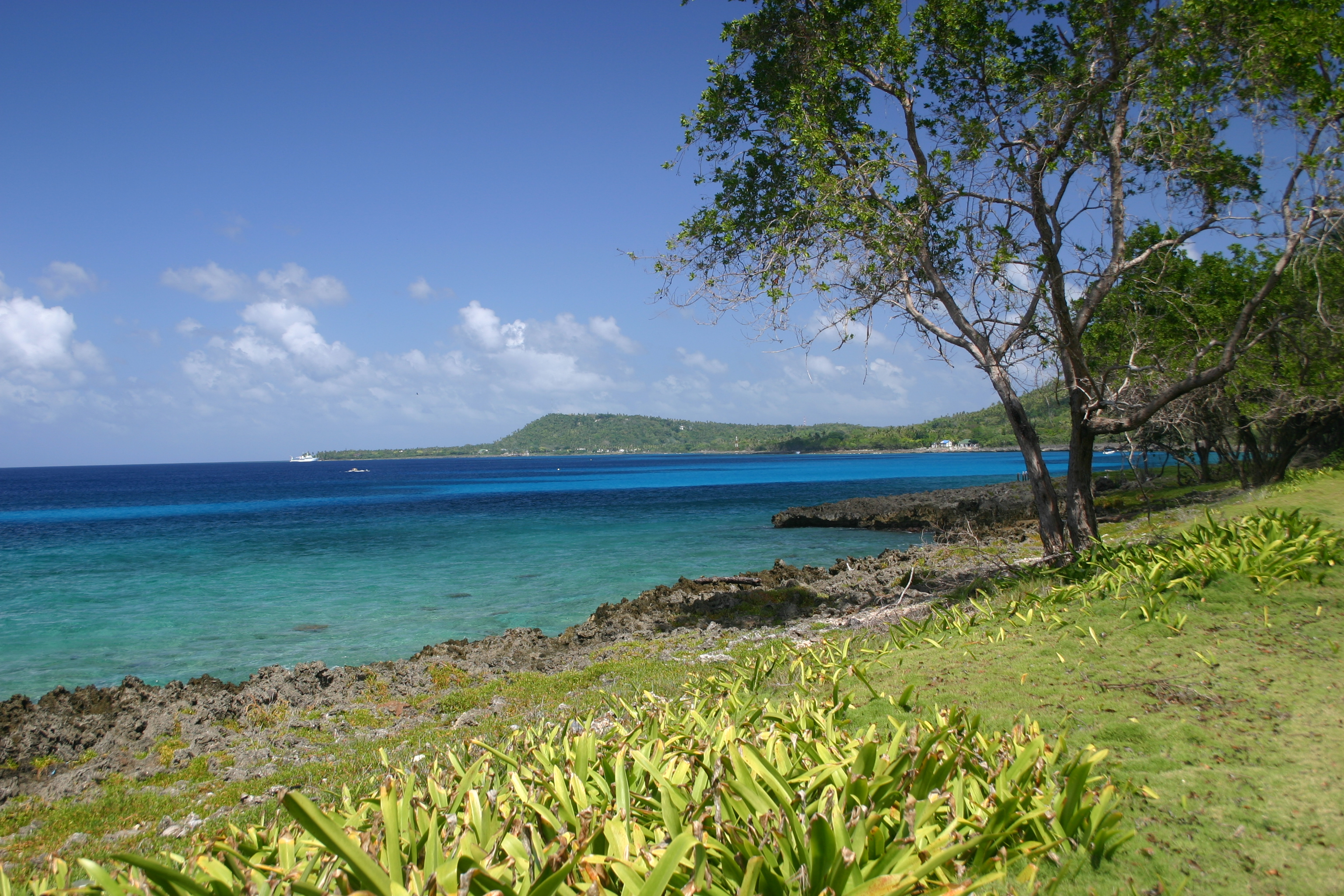
جزيرة سان أندريس، كولومبيا

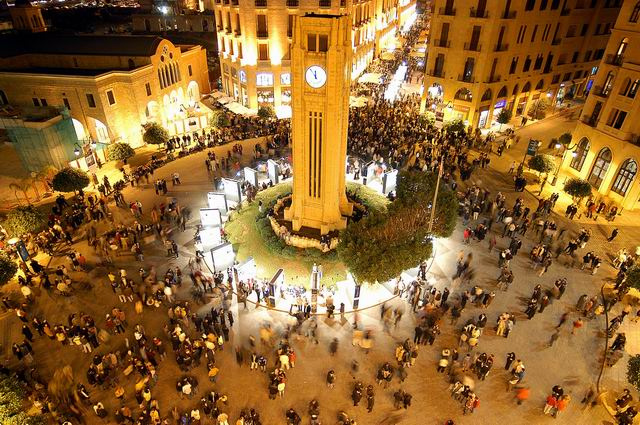
وسط بيروت، لبنان

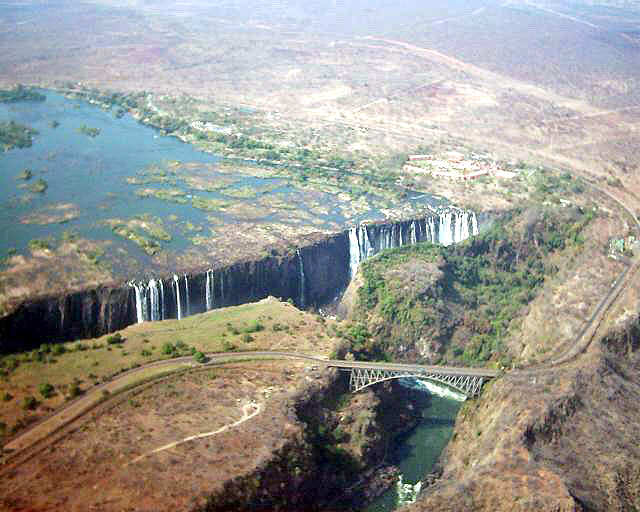
شلالات فيكتوريا، زيمبابوي

تتضمن قوائم المعالم السياحية الجاذبة للسياح في الدول المختلفة ما يلي:

## حسب النوع
- قائمة العروض الجوية
- قائمة المتنزهات
- قائمة الأحواض المائية
- قائمة الشواطئ
- قائمة الحدائق النباتية
- قائمة الكازينوهات
- قائمة القلاع
- قائمة المهرجانات
- List of forts
- قائمة السكك الحديدية التراثية
- قائمة المتاحف

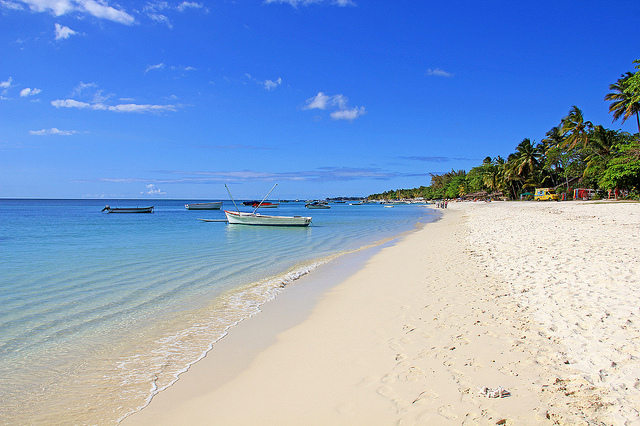
قائمة شواطئ العالم (موريشيوس)

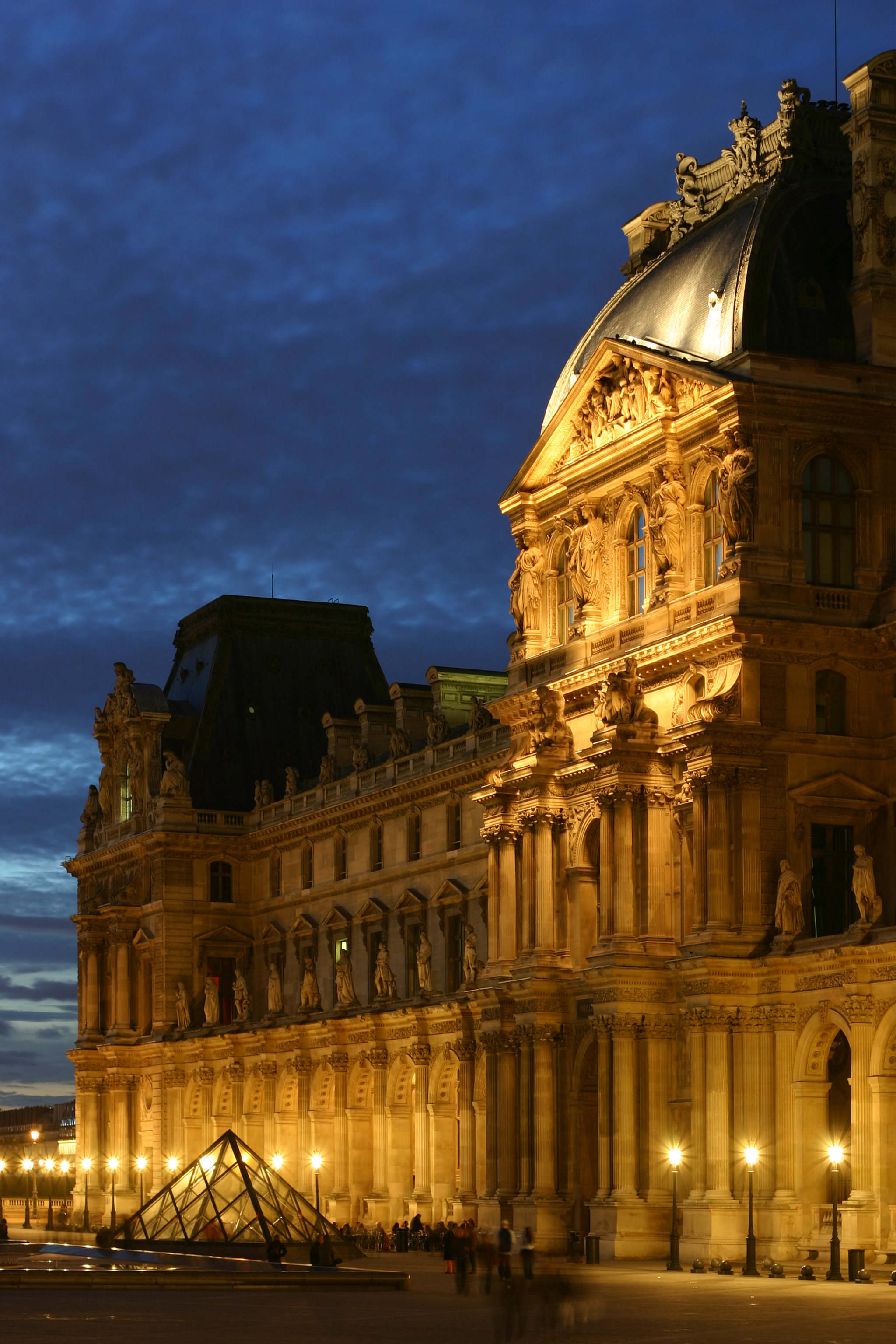
قائمة المتاحف (متحف اللوفر)

  - قائمة أكثر متاحف الفنون زيارة في العالم
- قائمة المتنزهات الوطنية
- قائمة المعارض الفنية
- قائمة منتجعات التزلج
- قائمة المنشآت الرياضية
  - قائمة القاعات الداخلية
  - قائمة مسارات سباقات السيارات
  - قائمة الملاعب الرياضية
  - قائمة ملاعب التنس الأرضي
- List of tourist attractions providing reenactment
- قائمة حدائق الحيوانات
- مصائد سياحية

### أطول المباني والمنشآت
- أطول المنشآت في العالم
- قائمة أطول المباني في العالم
- قائمة أطول المباني القائمة بذاتها في العالم
- قائمة أعلى الأبراج في العالم

## أستراليا

(قاعة مدينة بريسبين)

- List of attractions in Brisbane
- المعالم السياحية في سيدني
- فيكتور هاربور

## البحرين

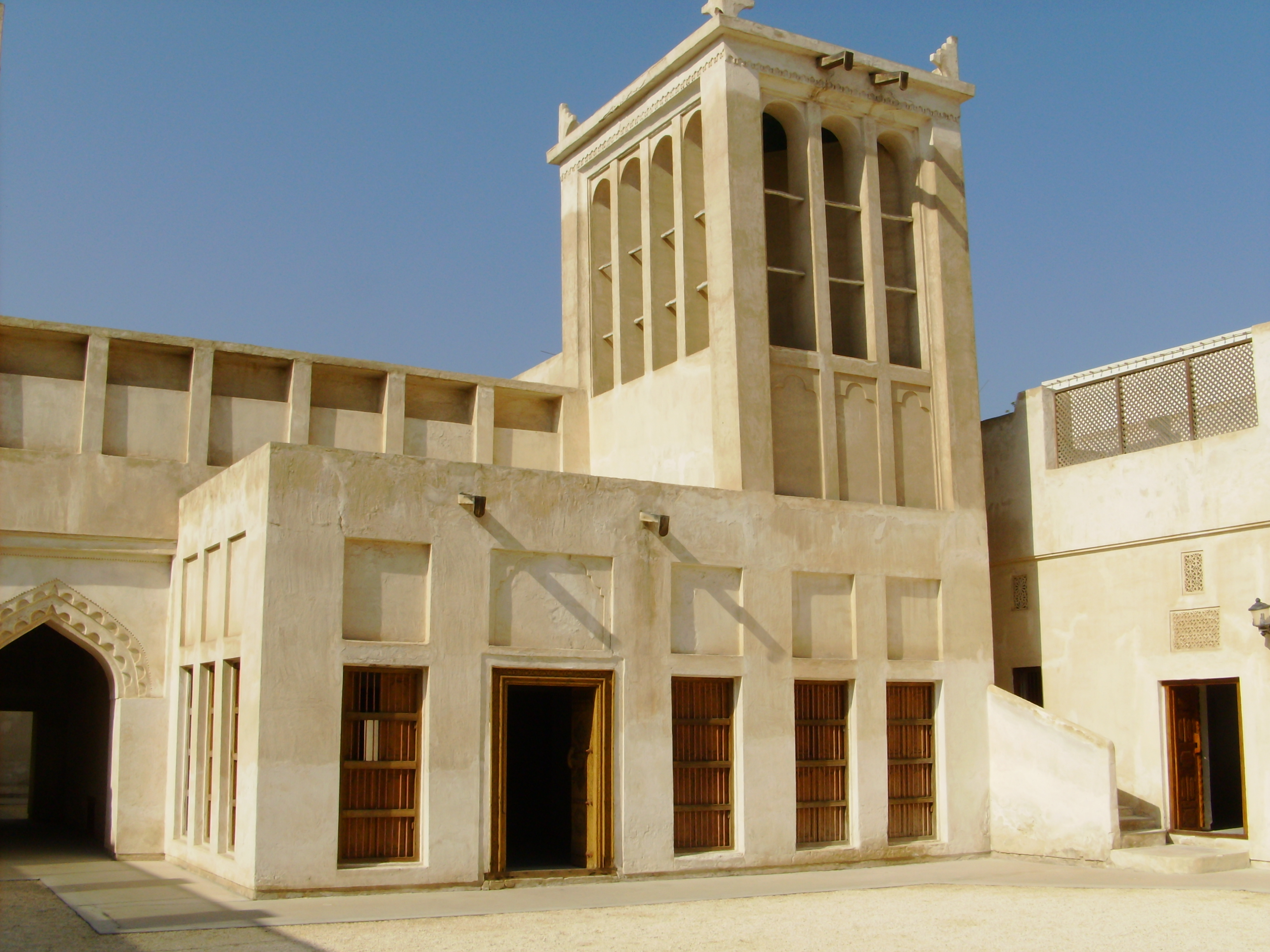
قائمة مناطق الجذب السياحي في البحرين (بيت عيسى بن علي)

- قائمة مناطق الجذب السياحي في البحرين

## كندا

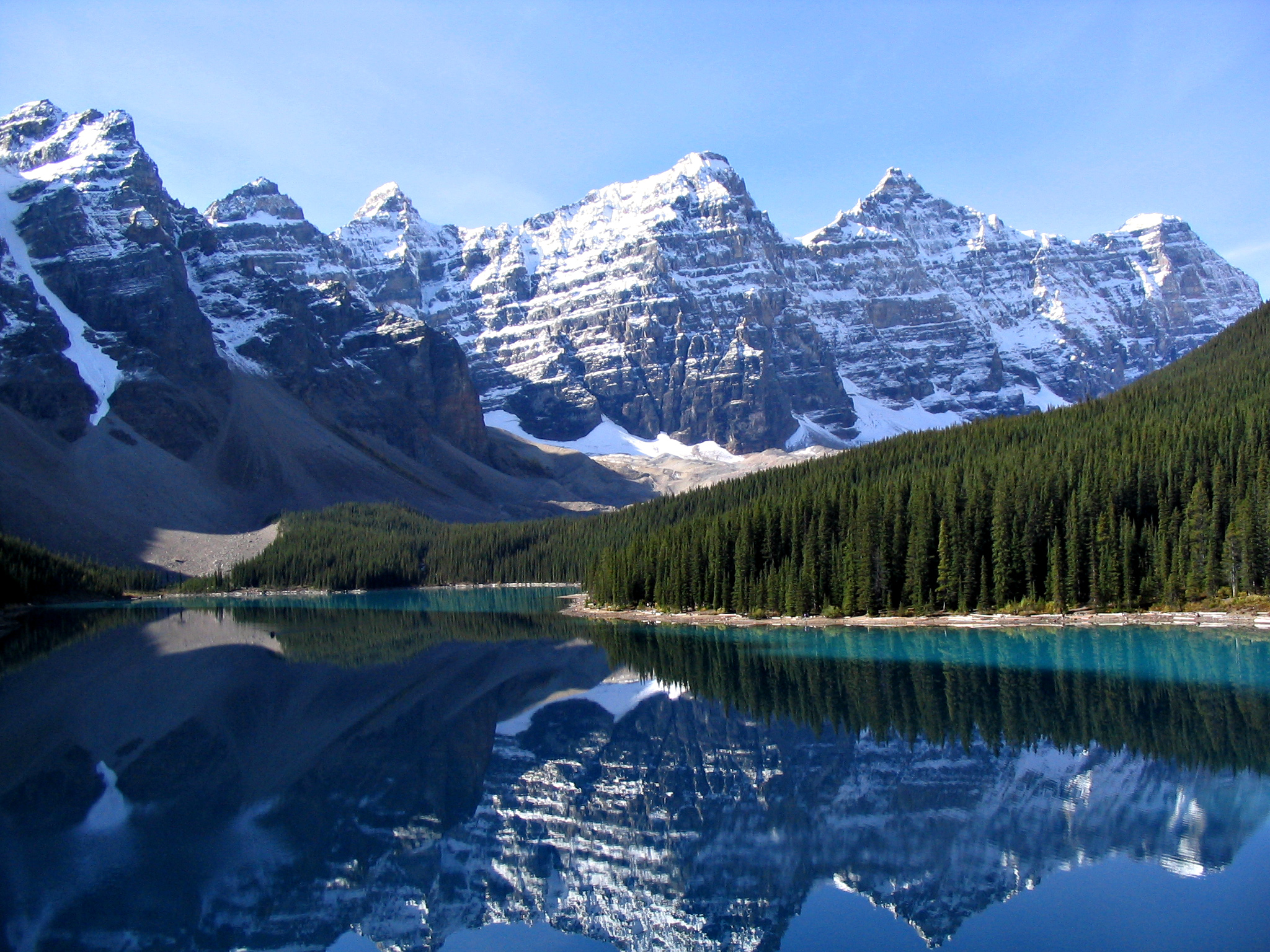
السياحة في كندا

## بوتسوانا
- المعالم السياحية في بوتسوانا

## بلغاريا
- المعالم السياحية في صوفيا

## كمبوديا
- كوه رونغ
- كوه رونغ سانلويم

## الصين
- المعالم السياحية في شنغهاي
- المعالم السياحية في بيكين

## الدنمارك
- المعالم السياحية في الدنمارك

## مصر

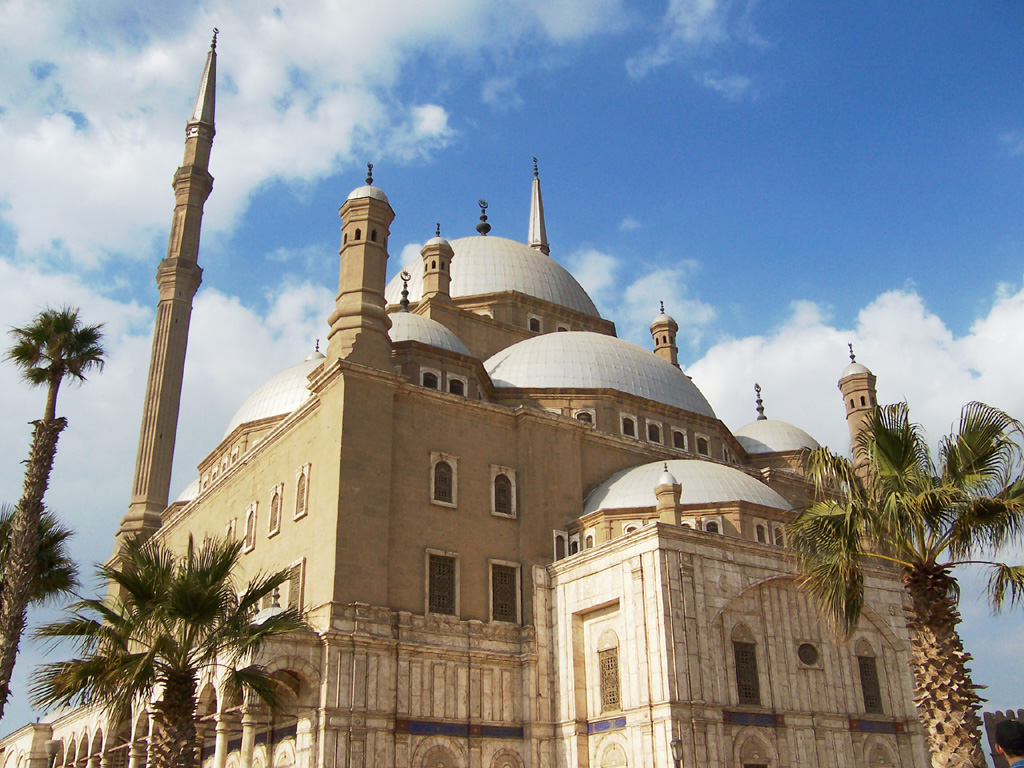
السياحة في مصر

- السياحة في مصر

## فرنسا
- المعالم السياحية والمواقع الأثرية في باريس

## ألمانيا

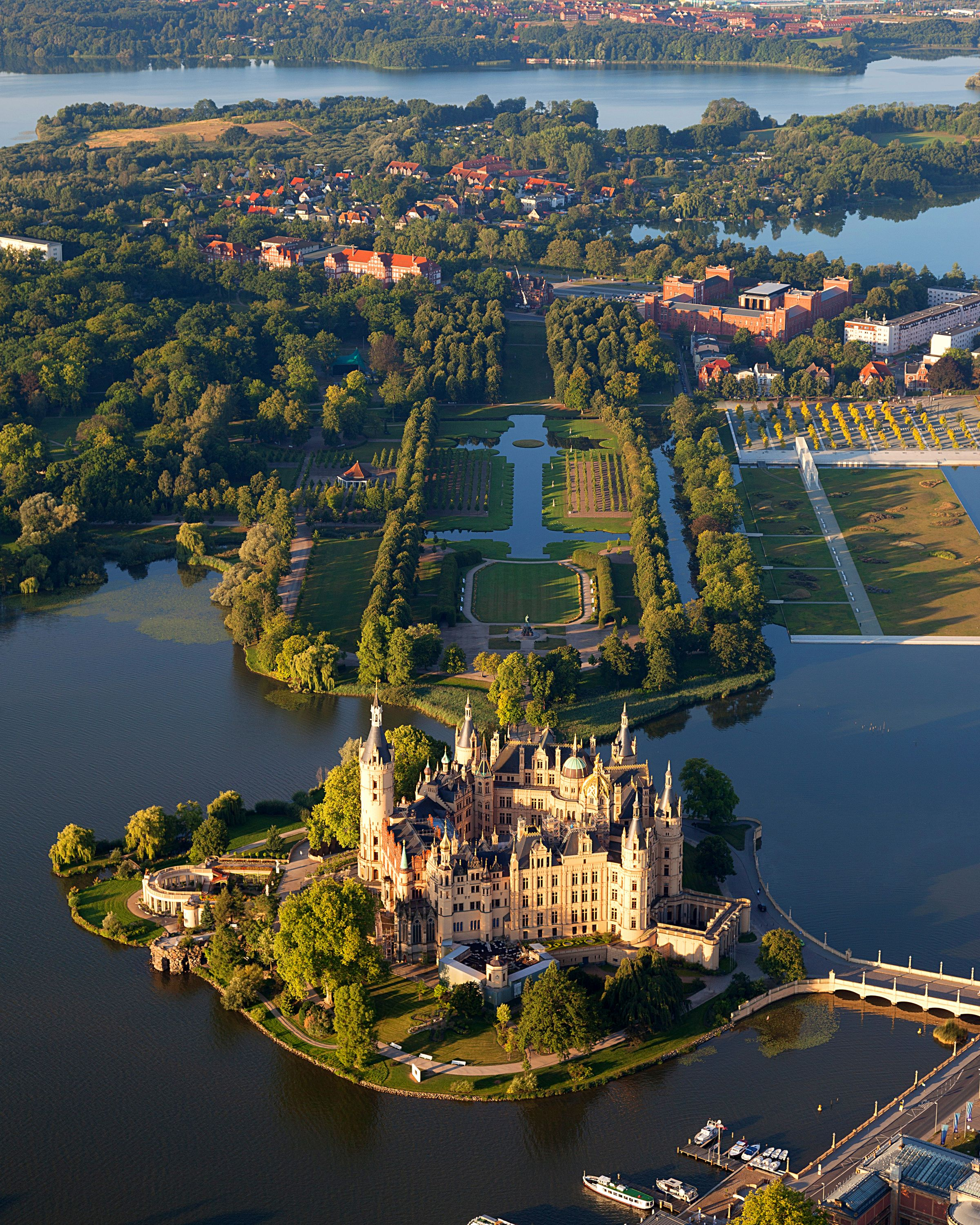
السياحة في ألمانيا (قلعة شفيرين)

- المواقع السياحية في برلين
  - المواقع السياحية في بوتسدام
- قائمة قلاع ألمانيا
- قائمة كاثيدرائيات ألمانيا
- قائمة متاحف ألمانيا
- قائمة أطول المنشآت في ألمانيا

## هونغ كونغ
- قائمة متاحف هونغ كونغ

## إيطاليا
- قائمة المواقع السياحية في روما
- قائمة المواقع السياحية في سردينيا

## الهند

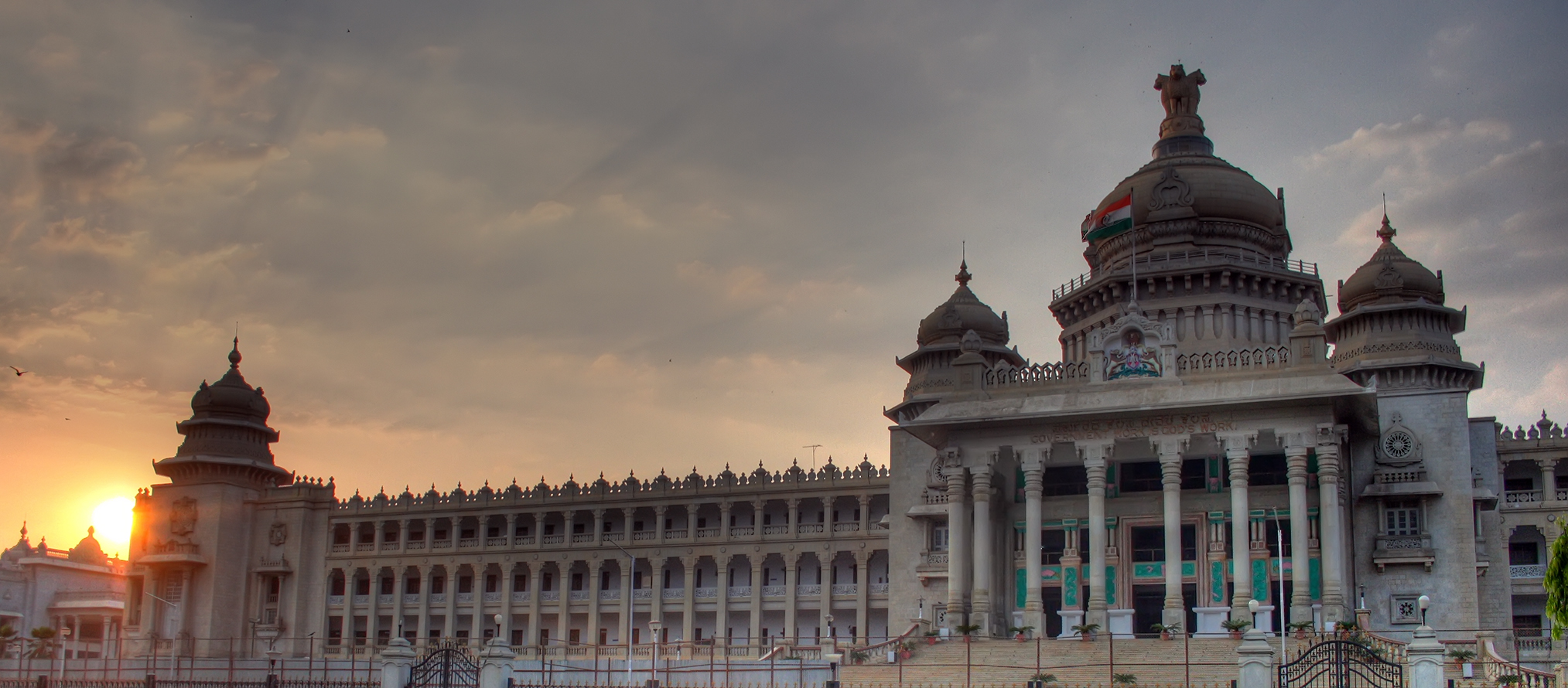
المعالم السياحية في بنغالور

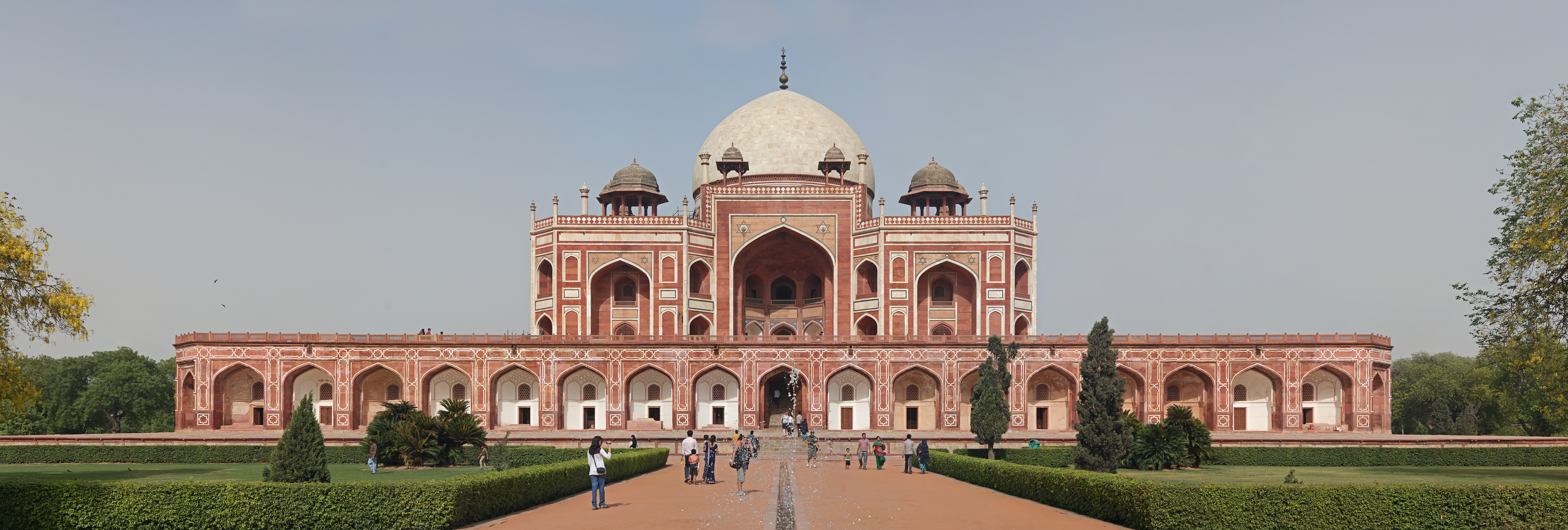
المعالم السياحية في دلهي

- المعالم السياحية في الله أباد
- المعالم السياحية في بنغالور
- السياحة في تشيناي
- المعالم السياحية في دلهي
- المعالم السياحية في حيدر أباد
- السياحة في كارتناكا
- المعالم السياحية في كوتشي
- المعالم السياحية في كالكتا
- المعالم السياحية في مايسور
- السياحة في ثيروفانانثابورام

## إندونيسيا
- السياحة في إندونيسيا

## إيران

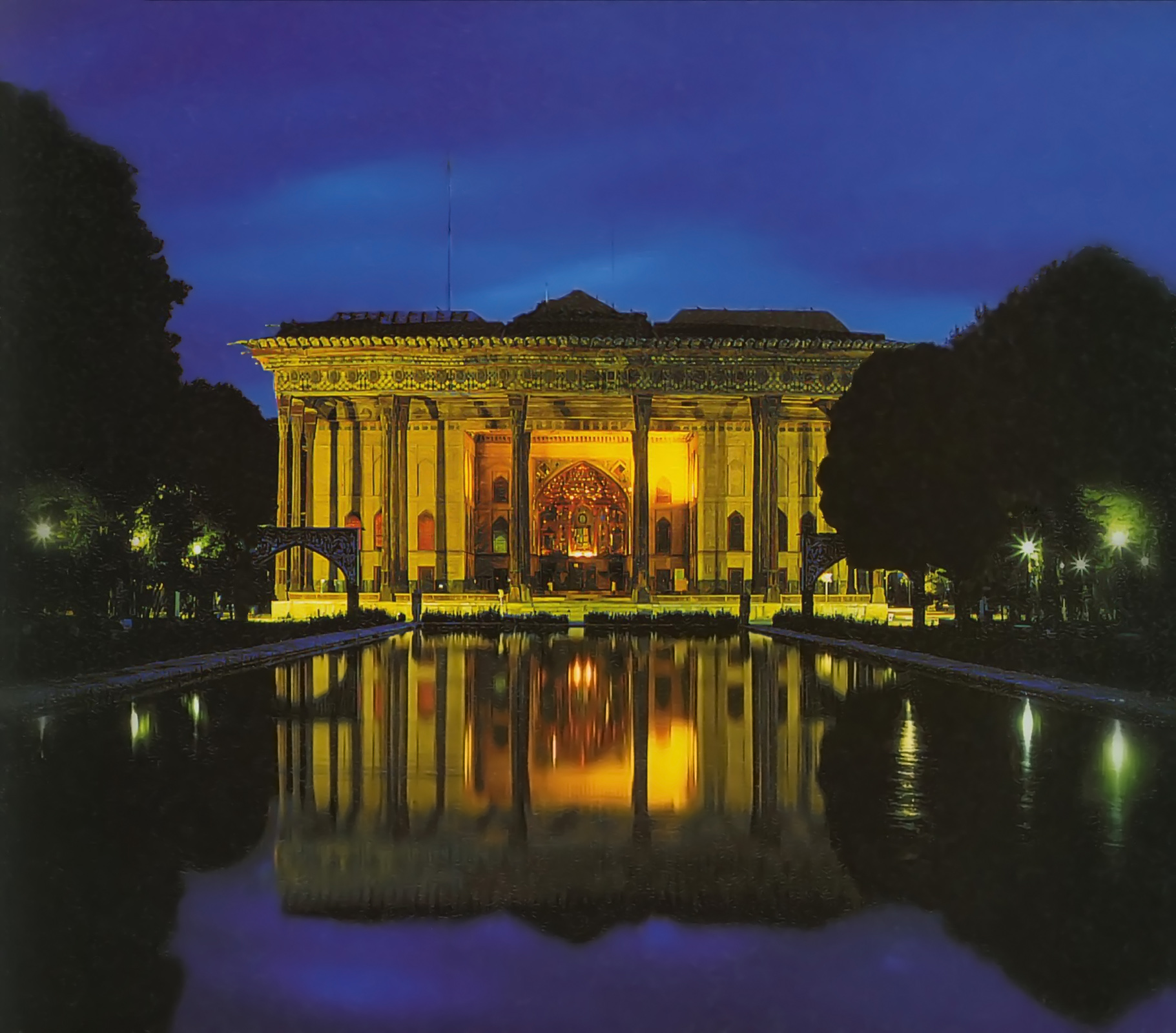
السياحة في إيران

- أصفهان (مدينة)
- كرمانشاه (محافظة)
- شيراز
- المعالم السياحية في تبريز
- طهران
- Zagros Paleolithic Museum

## اليابان
- متاحف اليابان
- الحدائق الجيولوجية في اليابان
- المتنزهات الوطنية في اليابان
- قائمة مواقع طبيعية مميزة

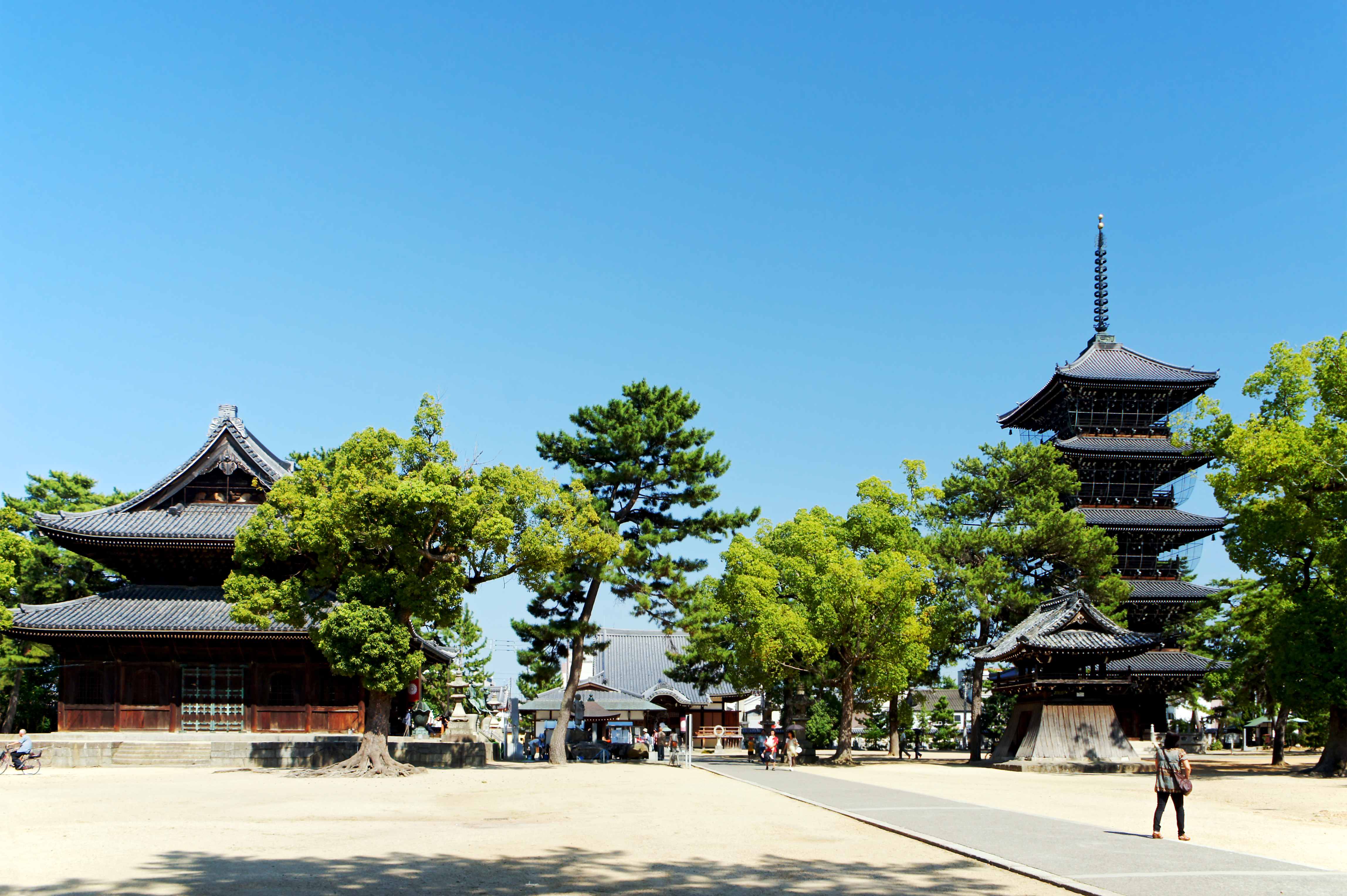
السياحة في اليابان

- قائمة مواقع التراث العالمي في آسيا
- كنز وطني ياباني

## الأردن

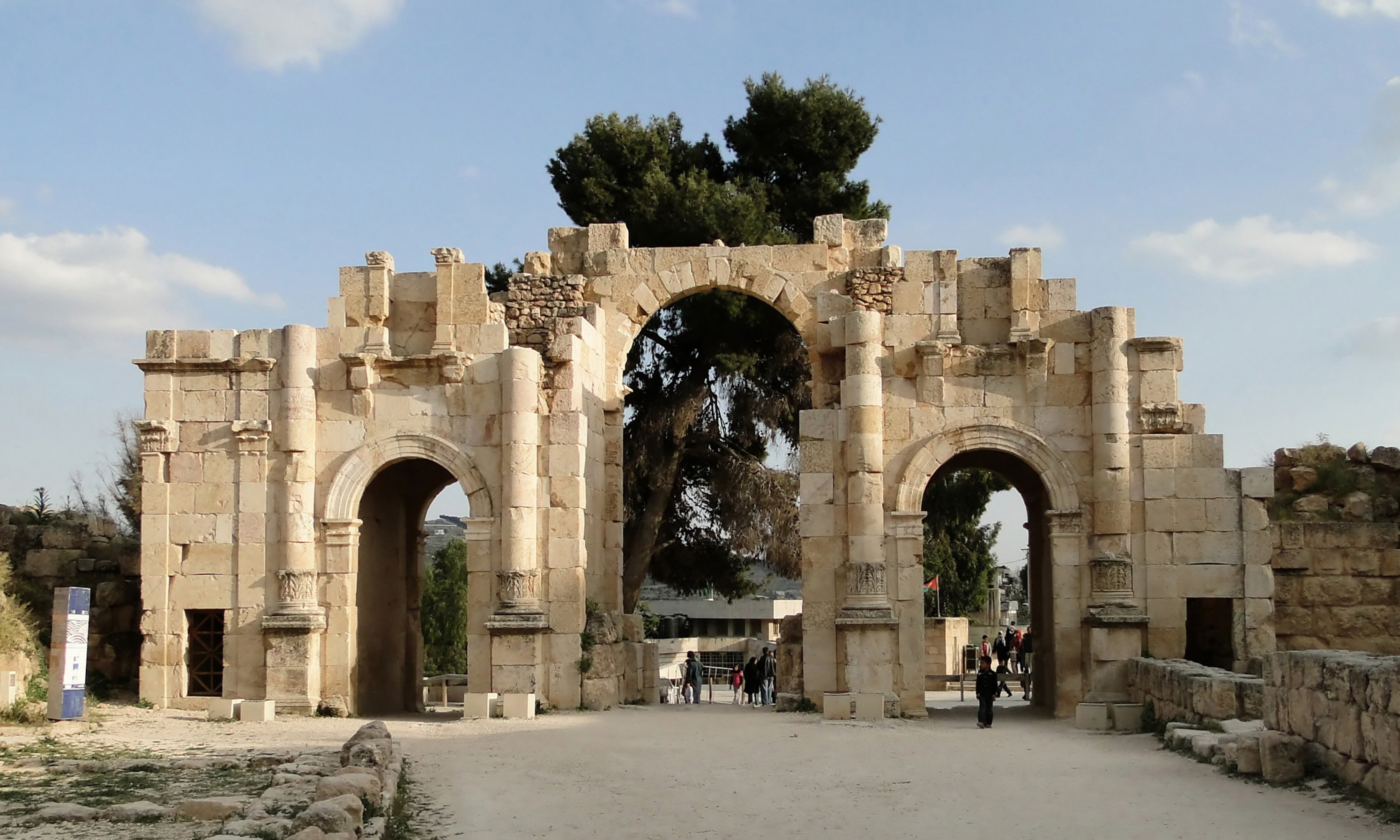
السياحة في الأردن

- السياحة في الأردن

## كينيا
- المعالم السياحية في كينيا

## لبنان

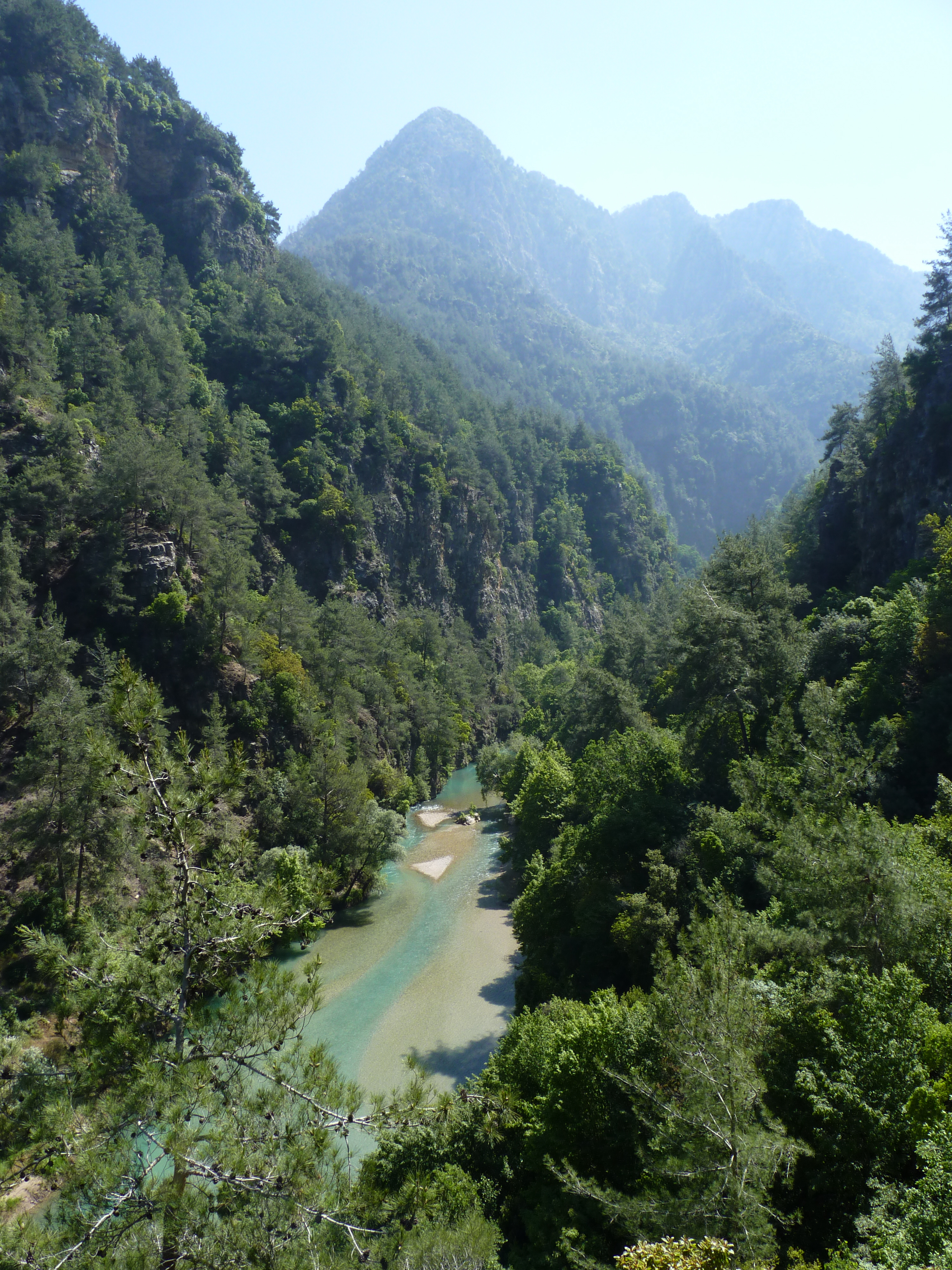
السياحة في لبنان

- السياحة في لبنان

## Macau
- قائمة المتاحف في مكاو

## مدغشقر
المعالم السياحية في مدغشقر

## المغرب
- السياحة في المغرب

## هولندا
- المعالم السياحية في أمستردام

## نيوزيلندا
- السياحة في نيوزيلندا
- أوكلاند

## نيكاراغوا
- المعالم السياحية في نيكاراغوا

## الباكستان

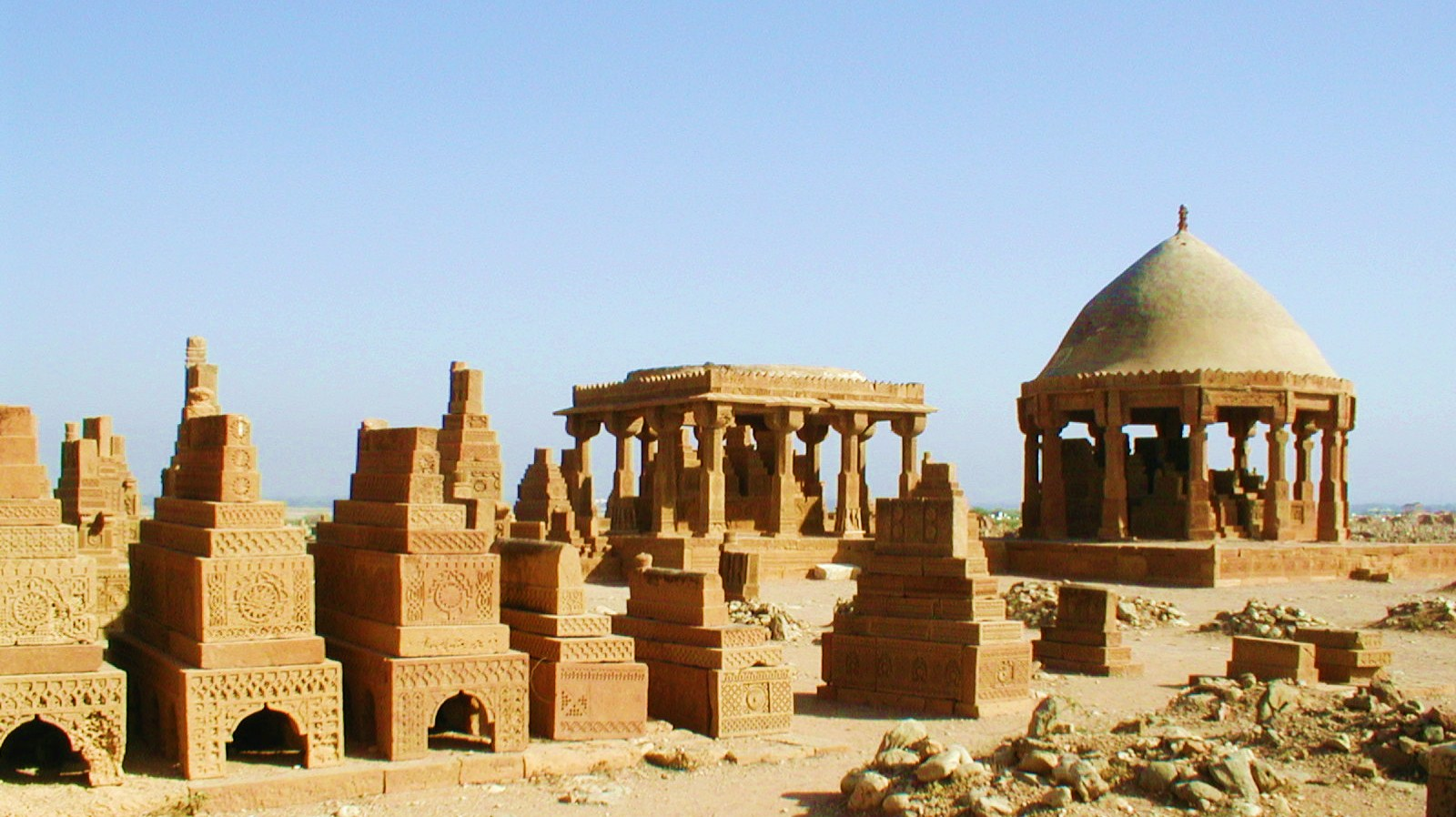
السياحة في الباكستان

- المعالم السياحية في إسلام أباد

## بابوا غينيا الجديدة
- المعالم السياحية في بابوا غينيا الجديدة

## الفلبين
- المعالم السياحية في الفلبين

## بولندا

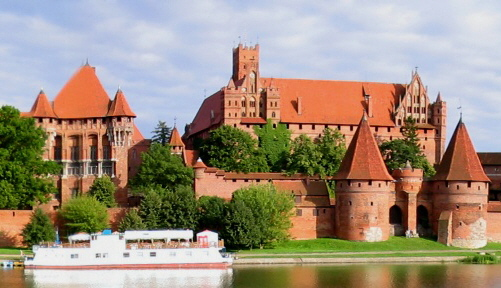
السياحة في بولندا

- السياحة في بولندا
- المعالم السياحية في وارسو

## روسيا
- قائمة المعالم السياحية في موسكو

## كوريا الجنوبية
- المعالم السياحية في كوريا الجنوبية

## إسبانيا

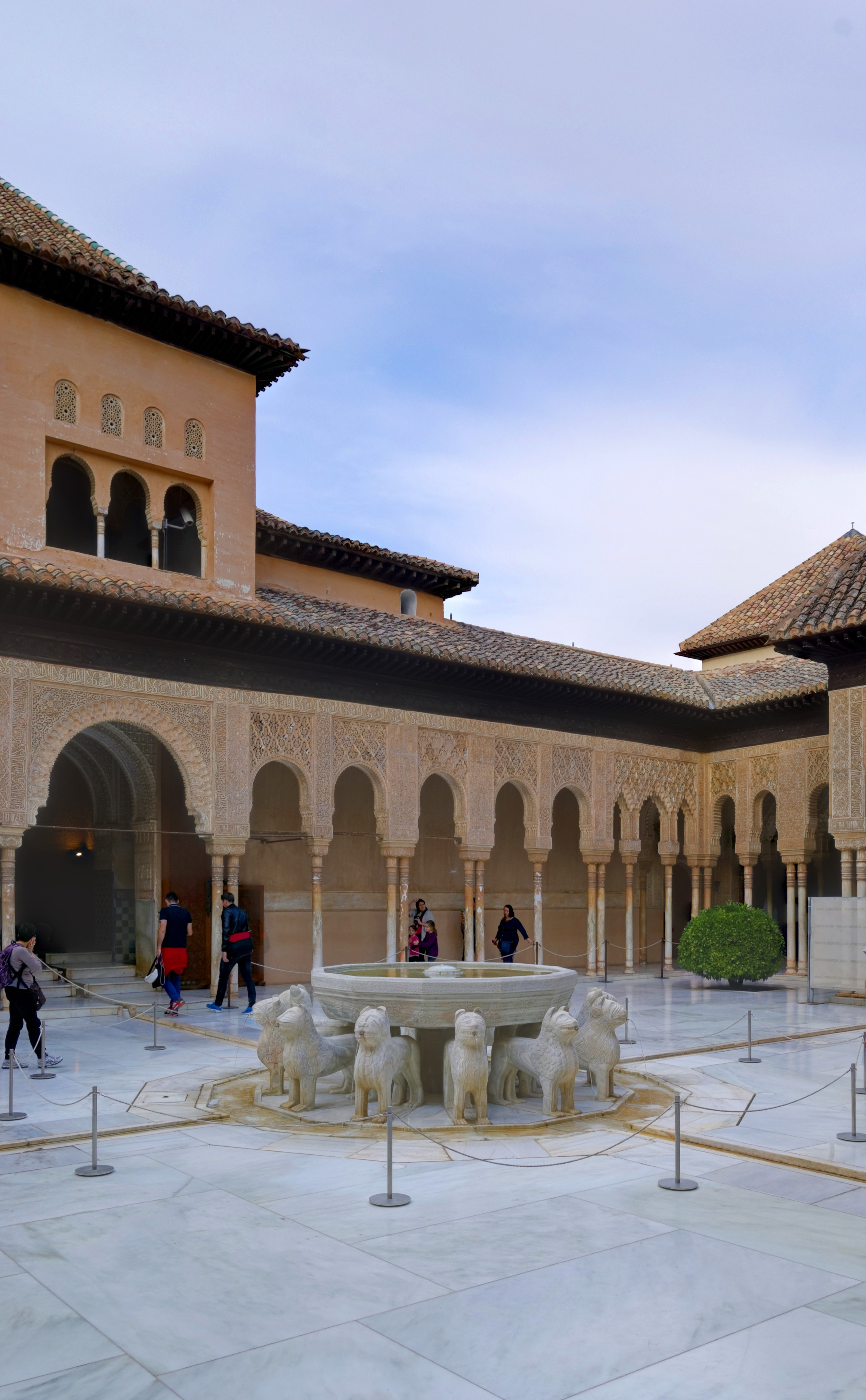
السياحة في إسبانيا

- قائمة مواقع التراث العالمي في إسبانيا
- قائمة المتنزهات الوطنية في إسبانيا

## المملكة المتحدة

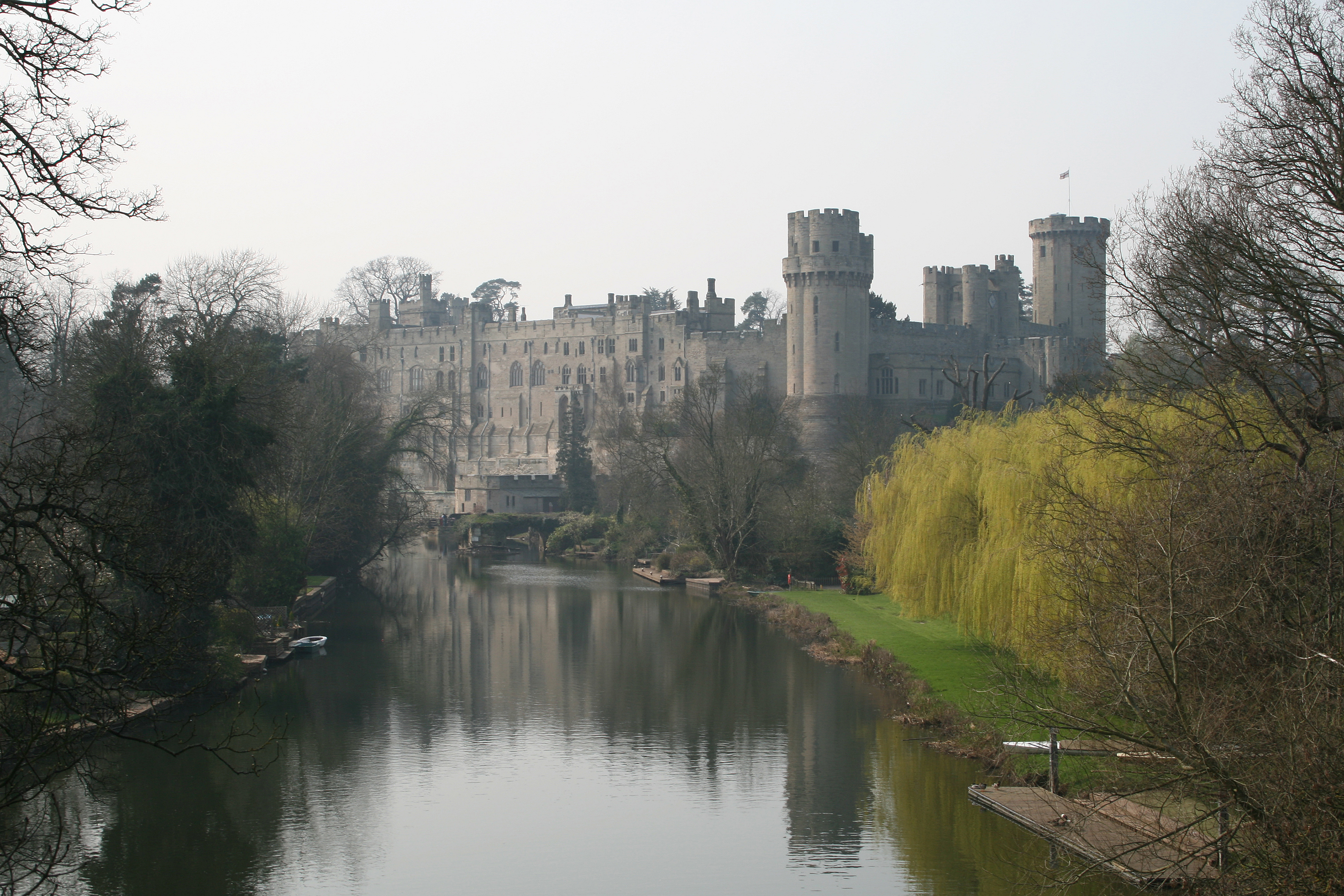
قوائم المعالم السياحية في بريطانيا

## سريلانكا
- السياحة في سريلانكا

## سويسرا
- الوجهات السياحية في سويسرا

## تايوان
- قائمة المتاحف في تايوان
- قائمة المعالم السياحية في تايبيه
- قائمة المعالم السياحية في تايوان

## تونس
- السياحة في تونس

## تركيا
- السياحة في تركيا

## الإمارات العربية المتحدة
- المعالم السياحية في دبي